# Henri Graziani
Pour les articles homonymes, voir Graziani.
Henri Graziani, né le 18 mai 1930 à Rabat, dans le protectorat français au Maroc et mort le 6 juillet 2014 à Bastia, est un scénariste, réalisateur et acteur français.

## Biographie
Henri Graziani commence sa carrière dans le théâtre, joue d'abord à Bastia, puis à Paris. Il suit des cours avec Henri Rollan, sociétaire de la Comédie-Française, et participe à plusieurs tournées. Il est l'assistant de Bernard Jenny, alors directeur du Théâtre du Vieux-Colombier, et, au cinéma, d'Henri Fabiani. Il réalise plusieurs courts métrages et tourne en 1972 son premier long métrage Poil de Carotte produit par son ami producteur Jean Pierre Rassam avec Philippe Noiret et Monique Chaumette, adapté du roman autobiographique de Jules Renard qui sort sur les écrans le 30 août 1973. Claude Berri, ami de longue date, produit son second long-métrage Nous deux, en 1992.
Il est membre de l’Académie européenne des sciences, des arts et des lettres.

## Filmographie

### Comme scénariste et dialoguiste

#### Cinéma
- 1960 : Le bonheur est pour demain, d'Henri Fabiani avec Jacques Higelin, Henri Crolla.
- 1973 : Le Fils, de Pierre Granier-Deferre avec Yves Montand.
- 1982 : La Baraka, de Jean Valère avec Roger Hanin.

#### Télévision
- 1985 : Vive la mariée, de Jean Valère (téléfilm)

### Comme scénariste et réalisateur
- 1961 : Anatole, avec Pierre Debauche (court métrage)
- 1962 : Le Temps d'apprendre à vivre, avec Claude Berri, son père, Roger Langman et Michèle Méritz (court métrage)
- 1973 : Poil de Carotte avec Philippe Noiret et Monique Chaumette.
- 1989 : Bona sera, avec Michel Raffaelli (court métrage)
- 1992 : Nous deux avec Philippe Noiret et Monique Chaumette.

### Comme acteur
- Le Saint de Madame Victor, de Gérard Brach
- U Catenacciu, d'Antoine-Léonard Maestrati
- 2004 : Le Cadeau d'Elena, de Frédéric Graziani
- 2011 : Ton endroit, d'Anaïs Versini (court métrage)